# Taman (Sreseh)
Taman is een bestuurslaag in het regentschap Sampang van de provincie Oost-Java, Indonesië. Taman telt 3430 inwoners (volkstelling 2010).